# Richard Harper
Richard Harper (Detroit, 1949) is een Amerikaanse jazzmuzikant (piano, toetsen, trombone, hoorn, zang), arrangeur en hoogleraar.

## Biografie
Harper studeerde muzieketnologie en compositie aan de Wesleyan University. Vervolgens verwierf hij de master aan de Manhattan School of Music en de Ph. D. aan het Union Institute and University. In de loop van zijn carrière werkte Harper met Makanda Ken McIntyre, Jabbo Ware, Fred Ho, Bill Laswell, Archie Shepp, Jaki Byard en met Anthony Braxtons Tricentric Orchestra en met de zanggroepen The Four Tops en The Miracles. Hij was bovendien werkzaam als muzikaal leider voor Off-Broadway- en regionale theaters en arrangeerde voor talrijke dans-, theater- en muziekproducties. Hij doceerde vervolgens in het American Music, Dance and Theater Program van de SUNY Old Westbury, tegenwoordig aan The New School en de Aaron Copland School of Music aan het Queens College. Harper leidt in het kader van zijn leeropdracht het zangensemble Jazz Voices.

## Discografie
- 1976: Wildflowers – The New York Jazz Loft Sessions (Douglas) met Ken McInytre, Andrei Strobert, Andy Vega
- 1976: Ken McIntyre: Introducing the Vibrations (SteepleChase Records)
- 1991: Material: The Third Power (Axiom)
- 2003: David Bindman: Adzenyah in There: A Tribute Concert (dvd, Wesleyan University)

- Bibliothèque nationale de France: cb16767083n (data)
- MusicBrainz: 68023971-9498-4222-9a50-c0464731e95c
- Virtual International Authority File: 309576525